# Las Mercedes
Las Mercedes è un comune del Venezuela situato nello Stato del Guárico.
Il capoluogo del comune è la città di Las Mercedes del Llano.